# A Guaraldi Holiday
A Guaraldi Holiday ist ein Jazzalbum von Isaiah J. Thompson, das am 1. Dezember 2023 auf dem Label Outside in Music erschien.

## Hintergrund
A Guaraldi Holiday verstand Isaiah J. Thompson eine Hommage an die vielseitige Musik von Vince Guaraldi – ein Werk, das sowohl als Einführung in den Jazz (wie dessen LP A Charlie Brown Christmas) als auch als Kindheitssoundtrack für Generationen von Musikliebhabern, darunter Thompson, diente – und wurde von Thompson gemeinsam mit dem Gitarristen John Pizzarelli produziert. Das Album nahm der Pianist mit John Pizzarelli an der Gitarre, Anthony Hervey an der Trompete, Alexa Tarantino am Altsaxophon und der Flöte, Julian Lee am Tenorsaxophon, Philip Norris am Bass und Kyle Poole am Schlagzeug und Perkussion. Die Sänger Tyreek McDole und Robbie Lee schließen sich der Gruppe jeweils auf einem Track an, weitere Gesangsparts stammen von Kaitlin Obien-Thompson und Maddie Pizzarelli.
Der Pianist interpretiert auf seinem Album A Guaraldi Holiday nicht nur die Weihnachtslieder, die von Guaraldi für das Fernsehspecial A Charlie Brown Christmas komponiert wurden, sondern auch Musik von A Charlie Brown Thanksgiving (1973) und It's The Great Pumpkin, Charlie Brown (1966), und das Lied „Heartburn Waltz“ aus Be My Valentine, Charlie Brown von 1975. Das meiste Material wurde von Vince Guaraldi geschrieben; einige Lieder, die zum Teil von Guaraldi für die TV-Specials aufgenommen wurden, haben andere Künstler komponiert, wie „O Tannenbaum“, „Auld Lang Syne“ oder „What Child Is This?“. Das Album endet mit „Linus and Lucy“, dem Hauptthema von Charlie Brown und seine Freunde.

## Titelliste
- Isaiah J. Thompson: A Guaraldi Holiday (Outside in Music)

1. Great Pumpkin Waltz 4:11
2. Charlie Brown Theme  4:25
3. Thanksgiving Theme 6:31
4. Little Birdie  6:36
5. O Tannenbaum (O Christmas Tree) (Traditional) 5:00
6. Christmas Is Coming 4:04
7. Christmas Time Is Here (Vince Guaraldi, Lee Mendelson) 4:02
8. The Christmas Song (Chestnuts Roasting on An Open Fire) (Mel Tormé, Robert Wells) 3:45
9. What Child Is This? (Greensleeves) (William Chatterton Dix) 6:12
10. Auld Lang Syne (Traditional) 2:42
11. Heartburn Waltz 5:33
12. Linus and Lucy 6:11

Wenn nicht anders vermerkt, stammen die Kompositionen von Vince Guaraldi.

## Rezeption

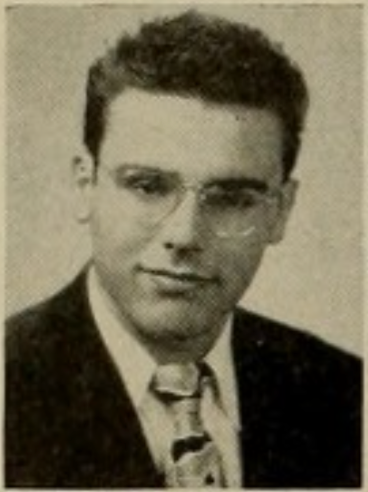
Vince Guaraldi als Schüler der Abraham Lincoln High School in San Francisco (1946)

Hier sei der Spaßfaktor sicherlich genauso hoch wie bei den Originalversionen der meisten dieser Lieder Guaraldis, meinte Thierry de Clemensat (Paris Move). Dies alles sei dem Genie von Isaiah J. Thompson zu verdanken, der die Essenz der Kompositionen zwar bewahre, ihnen aber eine intelligente und manchmal sogar komische Ebene hinzufüge, wie in „O Tannenbaum“ zu erleben sei, ein Titel, der oft mit einem bestimmten Niveau von Spießigkeit verbunden werde, hier aber durch die Instrumentierung zu einem komödiantischen Status erhoben würde. Dieses Album sei eine Abfolge von Humor, Liebe, Wärme und Entdeckungen und dürfte allen in dieser festlichen Jahreszeit Freude bereiten. Und selbst wenn man mit Weihnachten nicht viel am Hut hat, bedarf es nur der Liebe zum Jazz, und man dürfte begeistert sein, besonders wenn man sich den letzten Titel „Linus and Lucy“ anhört, der in seinem Arrangement ein genreprägendes Meisterwerk sei.
Welche Musik könnte die Weihnachtszeit besser einläuten als die Peanuts-Themen von Vince Guaraldi, fragt hypothetisch Michael Doherty in seinem Musikblog.
Jazzmusiker aller Couleur hätten ihren Spaß mit Guaraldis Soundtracks für die Charlie-Brown-Specials gehabt und nicht nur die besondere Anziehungskraft der Stücke erkannt, sondern auch ihren Swing und ihre echte Seele. Das mit Abstand am häufigsten behandelte Material stammte jedoch aus dem Weihnachtsspecial, schrieb der Musikkritiker Nate Chinen. Es würde jedoch einen wirklich engagierten „Guaraldier“ brauchen, um Songs von A Charlie Brown Thanksgiving zu covern – wie es der brillante junge Pianist Isaiah J. Thompson auf seinem Album A Guaraldi Holiday tue. Neben einer Version von „Little Birdie“ mit Gesang des Nachwuchstalents Tyreek McDole [der 2023 Sieger bei der Sarah Vaughan International Jazz Vocal Competition war] enthalte das Album eine kühl-elegante Interpretation von „Thanksgiving Theme“, bei dem Alexa Tarantino das Altsaxophon-Solo spielt.